# Psalm 19

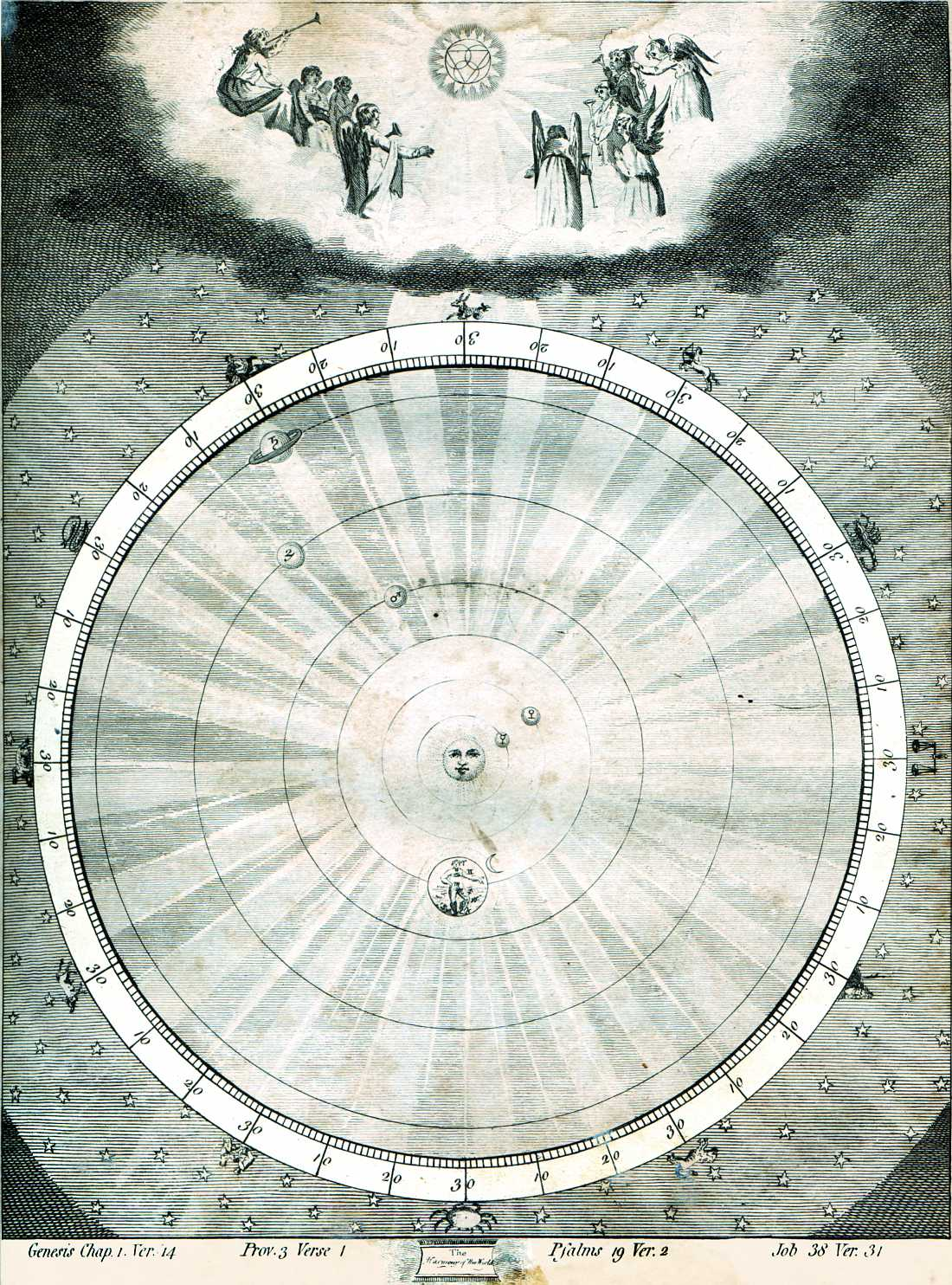
Psalm 19 Vers 2 wird in dieser Weltdarstellung ausdrücklich genannt

Der 19. Psalm (nach griechischer Zählung der 18.) ist ein Psalm Davids.

## Gliederung
Der Psalm lässt sich in folgende drei Abschnitte gliedern:
- Vers 2–7: Gottes Herrlichkeit in der Schöpfung
- Vers 8–11: Freude über die Weisungen und Gesetze (Tora)
- Vers 12–15: Gebetsbitte um Gnade für das Leben

Lange Zeit hat man auch eine Zweiteilung vertreten:
- 19A: bis Vers 7 (Schöpfungshymnus)
- 19B: ab Vers 8 (Torapsalm)

Weiter Strukturbeobachtungen wären:
- 2–7 Die Ordnung des Himmels
  - 2–5a Lobpreis der Herrlichkeit Gottes
  - 5b–7 Der Lauf der Sonne
- 8–15 Die Ordnung der Erde
  - 8–11 Lob der Tora
  - 12–15 Das Leben des Beters

## Inhaltliches

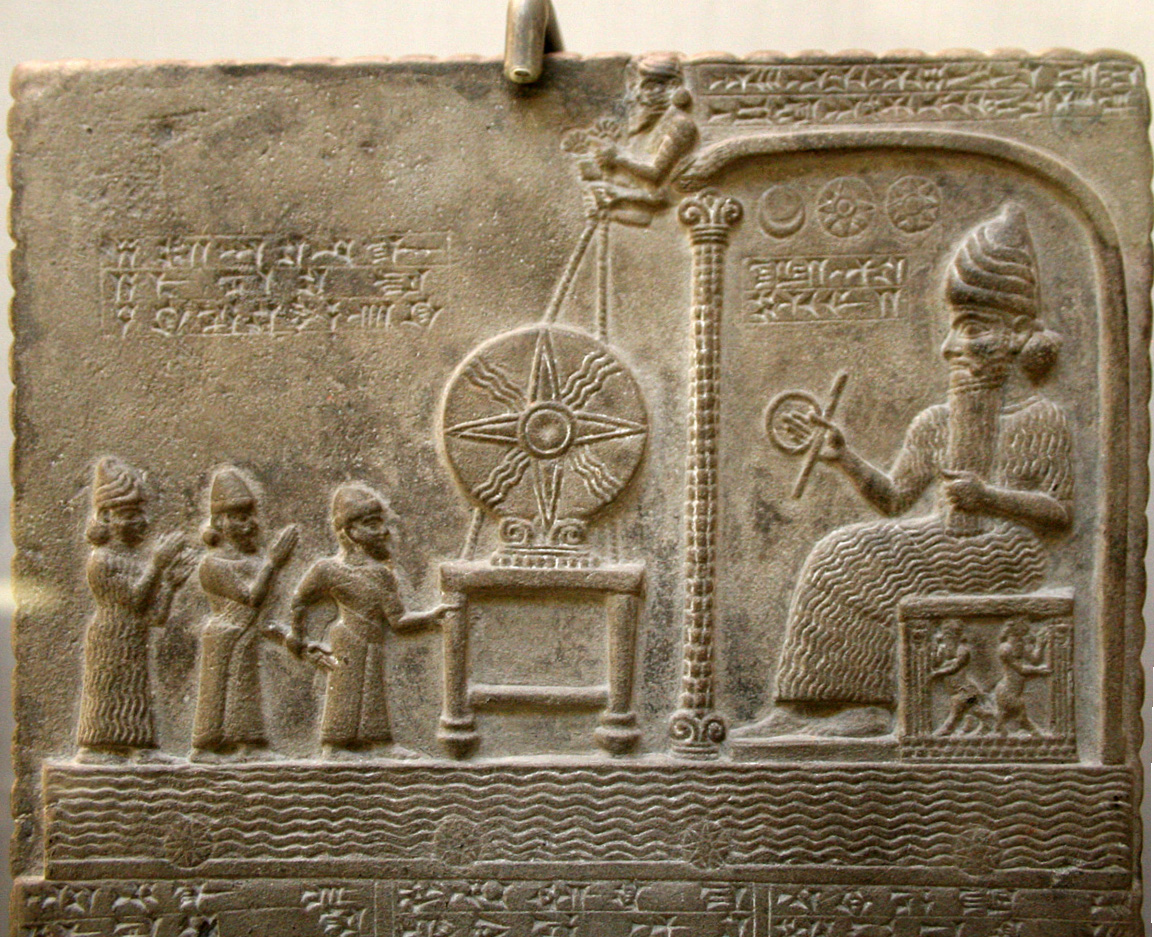
Der Sonnengott Schamasch

Folgende Aspekte prägen den Psalm inhaltlich:
- Besonders die Anfangsverse wurden oft als Vorläufer von natürlicher Theologie gedeutet. Demnach kann man Gott auch jenseits von expliziter, verbaler Offenbarung erkennen.
- Das Motiv von Wort/Rede/sprechen spielt in V. 2–5 eine Rolle. Rätselhaft sind diese Verse nicht zuletzt deshalb, weil man sich fragt, was diese Worte sind, die doch unhörbar sind.
- Auffällig ist in V. 5a das Hapaxlegomenon „Messschnur“ (קַו), die wohl ein astronomisches Maß meint, um Zeit einzuteilen.
- Die Verknüpfung von Sonne und Tora ist nicht abwegig. Schon im Codex Hammurapi (18. Jh. v. Chr.) ist der Sonnengott der Wahrer von Recht und Gerechtigkeit. Man vergleiche auch das Apla-Iddina-Relief des Sonnengottes Schamasch. Er kann deshalb für Gerechtigkeit sorgen, weil er alles sieht – so mesopotamische und ägyptische Vorstellungen. Auch andernorts im Tanach findet sich diese Licht-Recht-Relation (Hos 6,3.5 EU; Zef 3,5 EU; Mi 7,8 EU; Jes 62,1-2 EU). Teilweise wird sogar die Tora selbst als Licht bezeichnet (Spr 6,20-23 EU). Auch heutiges kirchliches Liedgut kennt die Sonne der Gerechtigkeit.
- Ps 19,6 hat eine Parallele in Mesopotamien: Vergleiche Ritualserie Bīt Rimki und den mesopotamischen Sonnengott als Bräutigam.
- Die Wörter für die Offenbarungen Adonais werden in V.8ff kreativ variiert: Tora (תּוֹרַת יְהוָה), Anweisung (עֵדוּת יְהוָה), Gebot (מִצְוַת יְהוָה), Rechtsentscheide (מִשְׁפְּטֵי־יְהוָה). Überraschend ist dabei Furcht Adonais (יִרְאַת יְהוָה), die besonders in der Weisheitsliteratur geschätzt wird. Ohne Demut lernt man schwerer, insofern ist dieser Respekt der Anfang der Erkenntnis überhaupt, aber auch der Erkenntnis Adonais im Speziellen.
- V. 12 scheint eine Art Tun-Ergehen-Zusammenhang vorauszusetzen, zumindest in der positiven Variante: Wer die Tora hält, empfängt Lohn. Berücksichtigt man die rabbinische Literatur, dann geht es dabei weniger um eine „Werkgerechtigkeit“. Viel eher liegt der Lohn in der Tat selbst begründet („Der Lohn der Tat ist die Tat“). Es gibt rabbinische Ideale von Tora-Treuen, die keinen Lohn dafür erwarten.
- Am Anfang und am Ende finden sich Gottesbezeichnungen: Zu Beginn ist es El (אֵל), am Schluss ist es Adonai (יְהוָה). Wenn man die Datierungsfrage an die Verwendung von El knüpfen möchte, dann wurde früher oft angenommen, dass El ein frühes Datum markiert, da es sich um eine Anlehnung an ugaritische Gottesbezeichnungen handelt. Andererseits kann man aber ein spätes Datum annehmen, wenn man damit argumentiert, dass El in Qumran als Ersatzlesung für das Tetragramm verwendet wurde.

## Rezeption

### Texte
- Der haggadische (= erzählende) Midrasch Tehillim greift die Phrase „Die Himmel erzählen die Ehre Gottes“ auf.
- Das jüdische Morgengebet an Wochentagen (Übersetzung laut dem Gebetbuch Siddur sefat emet) erinnert in Teilen auch an Ps 19:

Gott, gepriesen, groß an Erkenntnis,

er hat bereitet und geschaffen die Strahlen der Sonne,

der Gütige hat Ehre seinem Namen bereitet.

Leuchten stellte er rings um seine Macht,

die Führer seiner Heere sind mächtig,

beständig erzählen sie die Ehre Gottes und seine Macht,

gepriesen seist du, Ewiger unser Gott, ob der Herrlichkeit deines Händewerkes

und ob der strahlenden Leuchten, die du gebildet, sie preisen dich.
- Röm 10,14–18 EU bettet Ps 19,5 ein.
- Ambrosius von Mailand: Veni redemptor gentium

### Vertonungen
- Die Himmel erzählen die Ehre Gottes (BWV 76), ist eine geistliche Kantate von Johann Sebastian Bach und beginnt mit den Versen 2 und 4 des Psalms 19.
- Joseph Haydn Die Himmel erzählen, Terzett und Chor Nr. 14 aus dem Oratorium Die Schöpfung HobXXI:2
- Ludwig v. Beethoven: Die Himmel rühmen die Ehre Gottes
- Felix Mendelssohn Bartholdy (1809–1847) hat unter dem gleichen Titel eine Motette geschaffen. Sie entstand im Jahre 1820 und trägt das Werkverzeichnis S 81.[2]
- Die Himmel, Herr, preisen Dein göttliche Macht und Ehr (SWV 115), ist ein vierstimmiger Liedersatz von Heinrich Schütz zum Psalm 19.
- Die Himmel erzählen die Ehre Gottes (SWV 386) ist die 18. Motette der Geistlichen Chormusik (op. 11) von Heinrich Schütz (1648).
- Der zweite Vers dieses Psalmes wurde auch in einem Kanon von Alain Stamp vertont.[3]